# Probolomyrmex guineensis
Probolomyrmex guineensis es una especie de hormiga del género Probolomyrmex, tribu Probolomyrmecini, familia Formicidae. Fue descrita científicamente por Taylor en 1965.
Se distribuye por Camerún, República Centroafricana, República Democrática del Congo, Gabón, Ghana, Guinea, Costa de Marfil, Kenia, Nigeria, Senegal y Uganda. Se ha encontrado a elevaciones de hasta 1600 metros. Habita en bosques húmedos, tropicales, secundarios y en pantanos.